# Margot Hielscher

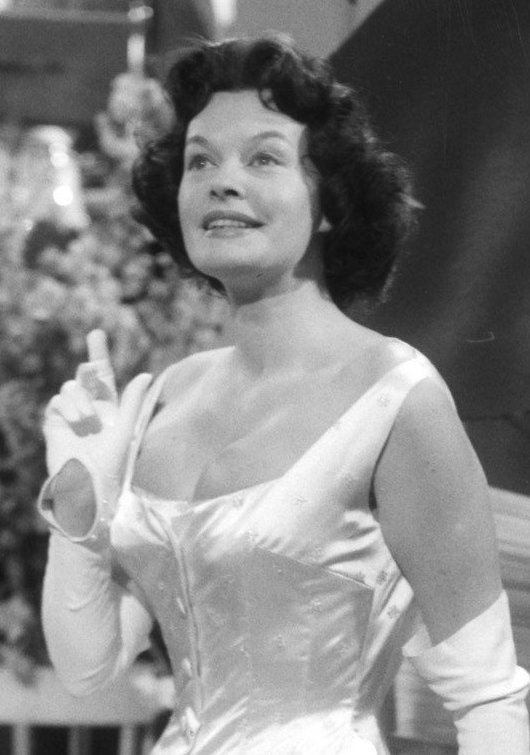
Margot Hielscher tijdens het Eurovisiesongfestival 1958

Margot Hielscher (Berlijn, 29 september 1919 – München, 20 augustus 2017) was een Duitse zangeres en filmactrice.
Ze voltooide een opleiding van costumier en modeontwerpster. Ze werkte in Berlijn en zo werd ze ontdekt, in 1940 speelde ze in haar eerste film naast de grote Zarah Leander, er zouden nog zeven films volgen in de oorlogsjaren.
Het hoogtepunt in haar carrière kwam pas na het nazi-bewind, toen ze als veelgevraagde actrice een tweede loopbaan begon als zangeres. Haar stem was een mengeling van jazz en operasopraan. In 1957 vertegenwoordigde ze West-Duitsland op het Eurovisiesongfestival in Frankfurt am Main met Telefon, Telefon en behaalde een 4de plaats, en ze was tevens de eerste artiest die een attribuut gebruikte op het Eurovisiesongfestival. Een jaar later mocht ze opnieuw gaan en werd 7de met Für zwei Groschen Musik.
Later zou ze nog veel op televisie verschijnen in series en bleef zo bekend bij het publiek. Ze trouwde met filmcomponist Friedrich Meyer en overleed op 97-jarige leeftijd.

## Schlagers
- 1942: Ich sage ja
- 1943: Frauen sind keine Engel
- 1951: Anette
- ####: Der Theodor, der Theodor
- 1951: Frère Jacques
- 1952: Schau in meine Augen
- 1955: Das Schwabinglied
- 1957: Telefon, Telefon
- 1958: Für zwei Groschen Musik

## Films
- 1939: Paradies der Junggesellen (kostuums)
- 1939: Hurra! Ich bin Papa! (kostuums)
- 1940: Lauter Liebe (kostuums)
- 1940: Kora Terry (kostuums)
- 1940: Der Gasmann (kostuums)
- 1940: Das Herz einer Königin - (Mary)
- 1941: Auf Wiederseh'n, Franziska
- 1942: Der Hochtourist
- 1943: Frauen sind keine Engel - (Lola)
- 1943: Liebespremiere
- 1943: Das Lied der Nachtigall - (prinses Monika)
- 1943: Spuk im Schloß
- 1943: Reise in die Vergangenheit
- 1944: In flagranti
- 1944: Der Täter ist unter uns - (Ruth)
- 1945: Dreimal Komödie - (Ilse Brand)
- 1945: Shiva und die Galgenblume
- 1949: Der blaue Strohhut
- 1949: Hallo, Fräulein - (Maria Neuhaus)
- 1950: Liebe auf Eis
- 1951: Dämonische Liebe
- 1951: Nachts auf den Straßen
- 1952: Heimweh nach Dir
- 1952: The Devil makes three - Des Teufels Erbe
- 1953: Salto mortale
- 1953: Die vertagte Hochzeitsnacht
- 1953: Schlagerparade
- 1953: Jonny rettet Nebrador
- 1954: Die Mücke
- 1954: Das ewige Lied der Liebe
- 1954: Bei Dir war es immer schön
- 1955: Nel gorgo del peccato - (Germaine)
- 1956: Anastasia - die letzte Zarentochter - (kroonprinses Cäcilie)
- 1957: Hoch droben auf dem Berg - (Sonja Martens)
- 1958: Liebespremiere
- 1961: Mörderspiel
- 1962: Das schwarz-weiß-rote Himmelbett
- 1964: Wälsungenblut
- 1969: Salto Mortale (televisieserie) - (Gloria)
- 1971: Bleib sauber, Liebling ! - Rosy und der Herr aus Bonn
- 1971: Rosy und der Herr aus Bonn
- 1972: Suchen Sie Dr. Suk!
- 1973: Frau Wirtins tolle Töchterlein
- 1974: Dr. med. Mark Wedmann - Detektiv inbegriffen
- 1977: Die Kette (Francis Durbridge tweedeler)
- 1981: Der Zauberberg
- 1982: Doktor Faustus
- 1986: Ein Fall für zwei - Erben und Sterben
- 1986: My Life for Zarah Leander (Margot Hielscher)
- 1987: Reichshauptstadt privat
- 1988: Wilder Westen inklusive (Baronin)
- 1989: Rivalen der Rennbahn (serie)
- 1994: Der Nelkenkönig (serie)

## Hoorspelen (selectie)
- 1953: Alexander Lernet-Holenia: Der Herr von Paris (Jeannette) - Bewerking en regie: Fritz Benscher (hoorspel - BR)
- 1955: Félicien Marceau, Belisario Randone: Eduard und Caroline. Een muzikaal hoorspel (Caroline) - Regie: Cläre Schimmel (hoorspelbewerking - SDR)
- 1958: Lester Powell: Die Dame ist blond (8 Teile) - Regie: Ferry Bauer (origineel hoorspel, misdaadhoorspel - ORF Oberösterreich)
- 1959: Johann Nestroy: Tannhäuser. Opernparodie (Elisabeth) - Regie: Joseph Strobl (hoorspelbewerking - BR)
- 1961: Günter Eich: Der letzte Tag von Lissabon (Inez) - Regie: Otto Kurth (origineel hoorspel - SDR)
- 1965: Eugène Scribe: Gefährliches Spiel - Bewerking en regie: Hans Krendlesberger (hoorspelbewerking - ORF Oberösterreich)
- 1965: Hans Krendlesberger: Meine Schwester in Paris - Regie: Hans Krendlesberger (origineel hoorspel - ORF Oberösterreich)
- 1966: Luise Rinser: Ein alter Mann stirbt - Regie: Hans Krendlesberger (hoorspelbewerking - ORF Oberösterreich)
- 1966: Lester Powell: Die Dame filmt (8 delen) - Regie: Ferry Bauer (origineel hoorspel, misdaadhoorspel - ORF Oberösterreich)
- 1967: Menyhért Lengyel: Ninotschka (Ninotschka) - Regie:Ferry Bauer (hoorspelbewerking - ORF Oberösterreich)
- 1969: Cesare Meano: Mutmassungen Über Salome (Salome) - Regie: Ferry Bauer (hoorspelbewerking - ORF Oberösterreich)
- 1971: Jean-Pierre Ferrière: Die Zauberlehrlinge (François Ballard) - Regie: Hellmuth Kirchammer, Alexander Malachovsky (hoorspelbewerking, misdaadhoorspel - BR)
- 1975: Johann Nestroy: Tannhäuser. Eine Parodie (Elisabeth) - Bewerking en regie: Karl Bogner (hoorspelbewerking - BR)
- 1979: Eduardo DeFilippo: Samstag, Sonntag, Montag (Amelia) - Bewerking en regie: Lilian Westphal (hoorspelbewerking - BR)

Bronnen: OE1-hoorspeldatabase voor de Oostenrijkse producties en ARD-hoorspeldatabase voor de Duitse producties.